# Martinet-dioxindoolsynthese
De Martinet-dioxindoolsynthese is een organische reactie, waarbij een dioxindool (3), formeel een carbonyl- en alcoholderivaat van indool, wordt gevormd door reactie van een anilinederivaat met een ester van ketomalonzuur (1):
Door verhitting van het N-gesubstitueerd aniline met de ester van ketomalonzuur (1) ontstaat een esterderivaat van dioxindool (2). De ester wordt vervolgens gehydrolyseerd door water en gedecarboxyleerd tot het dioxindool 3.